# وایاکسکی
وایاکُسْکی (به فنلاندی: Vaajakoski) یک منطقهٔ مسکونی در فنلاند است که در یووسکوله واقع شده‌است. وایاکسکی ۱٬۵۰۳ نفر جمعیت دارد.

## نگارخانه

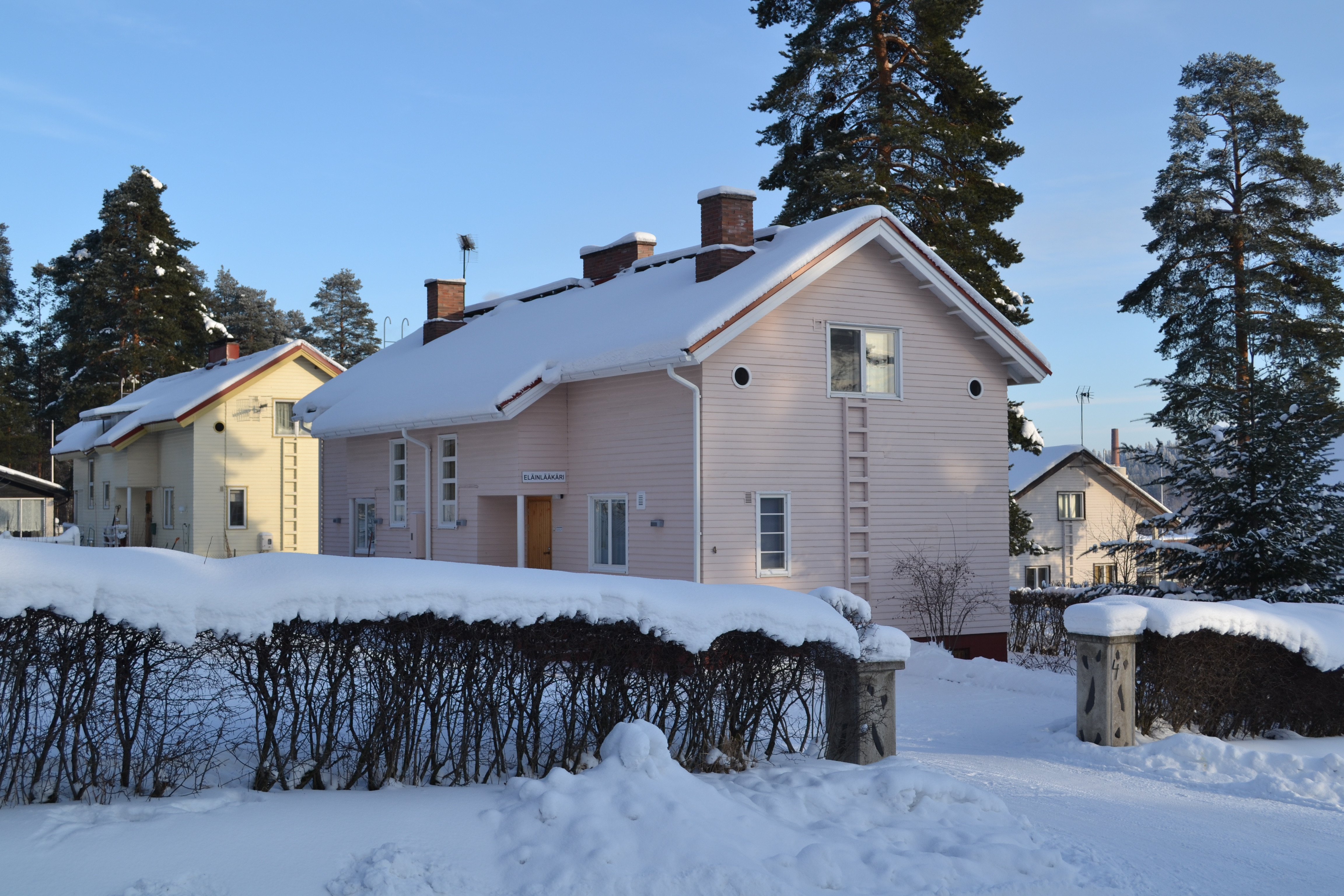
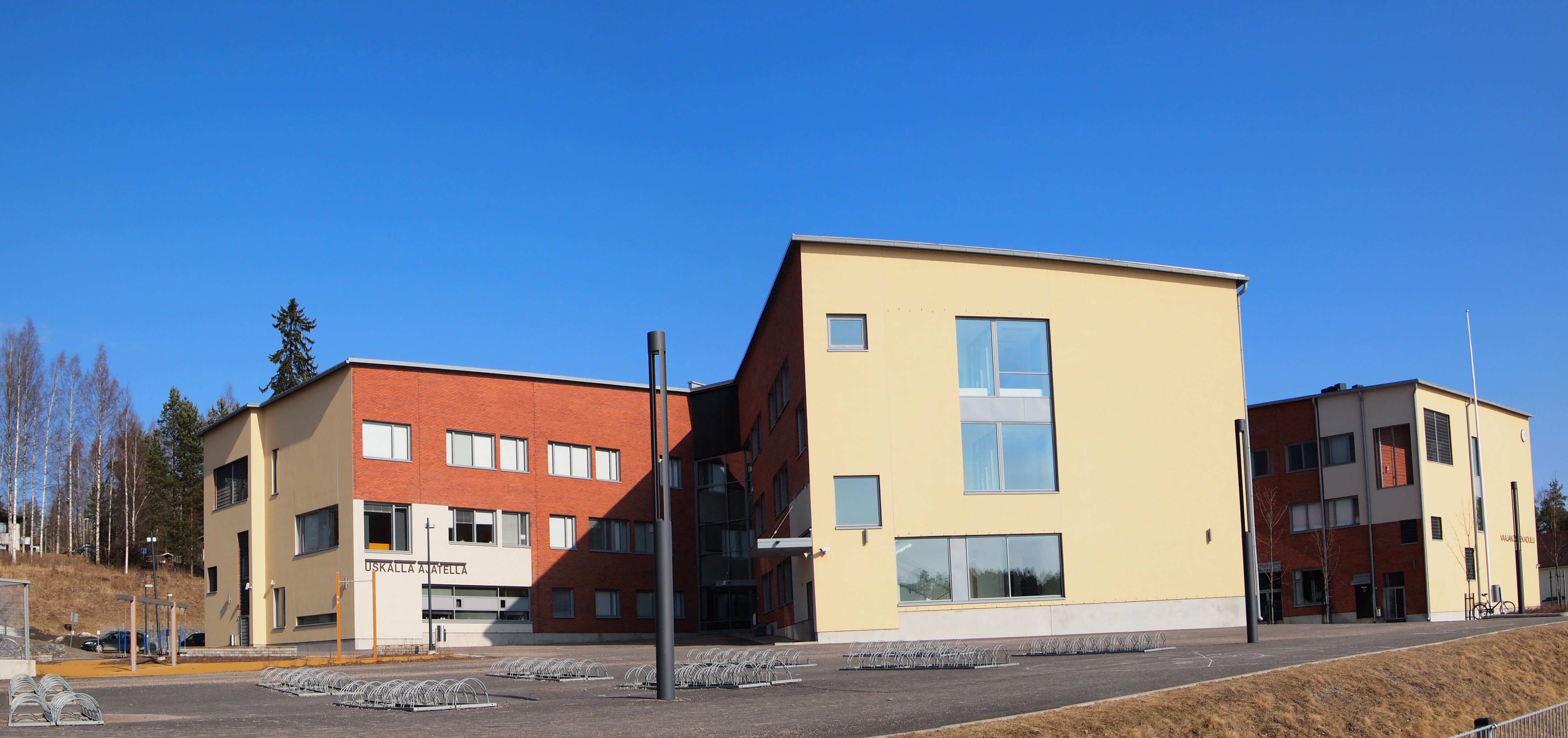
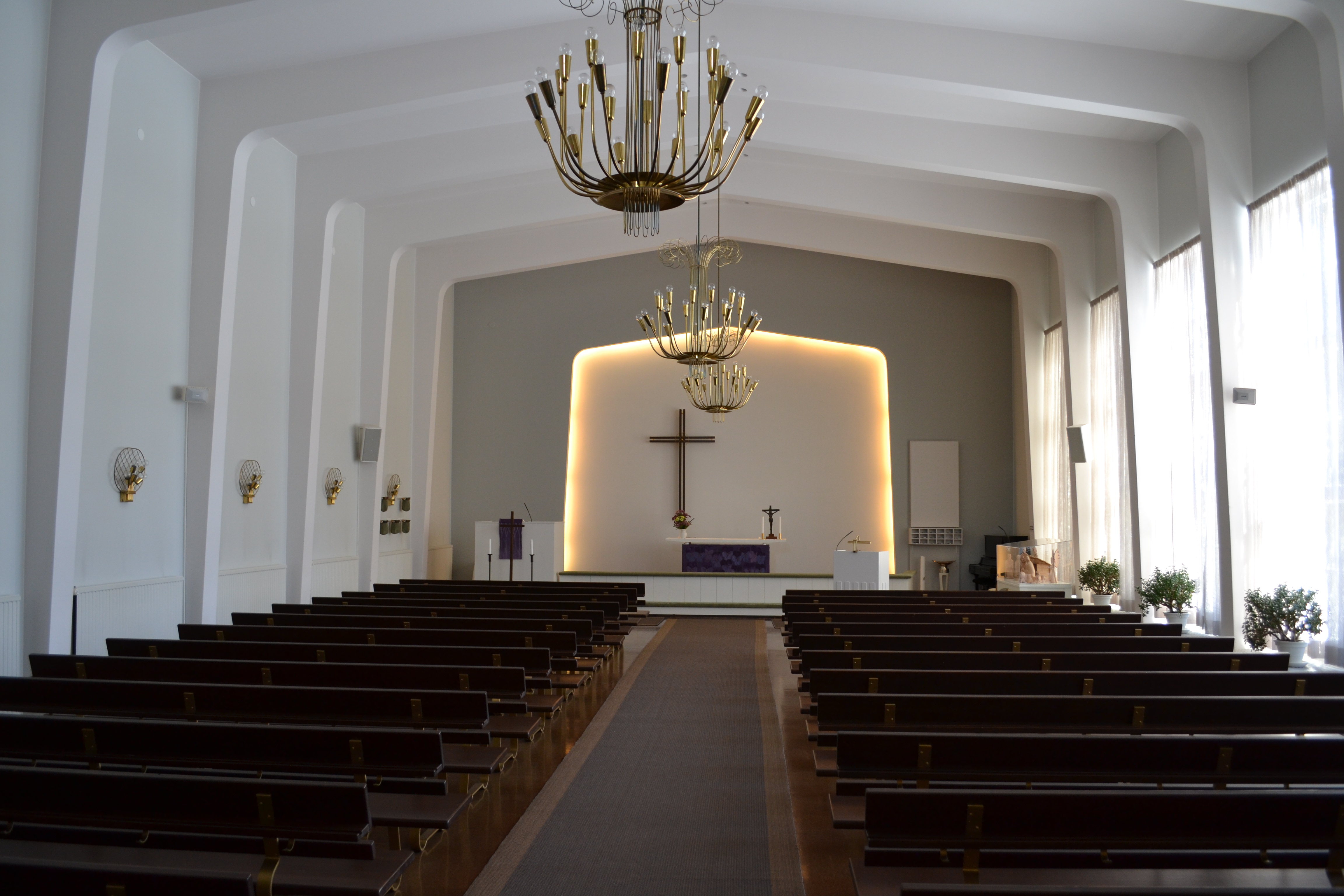
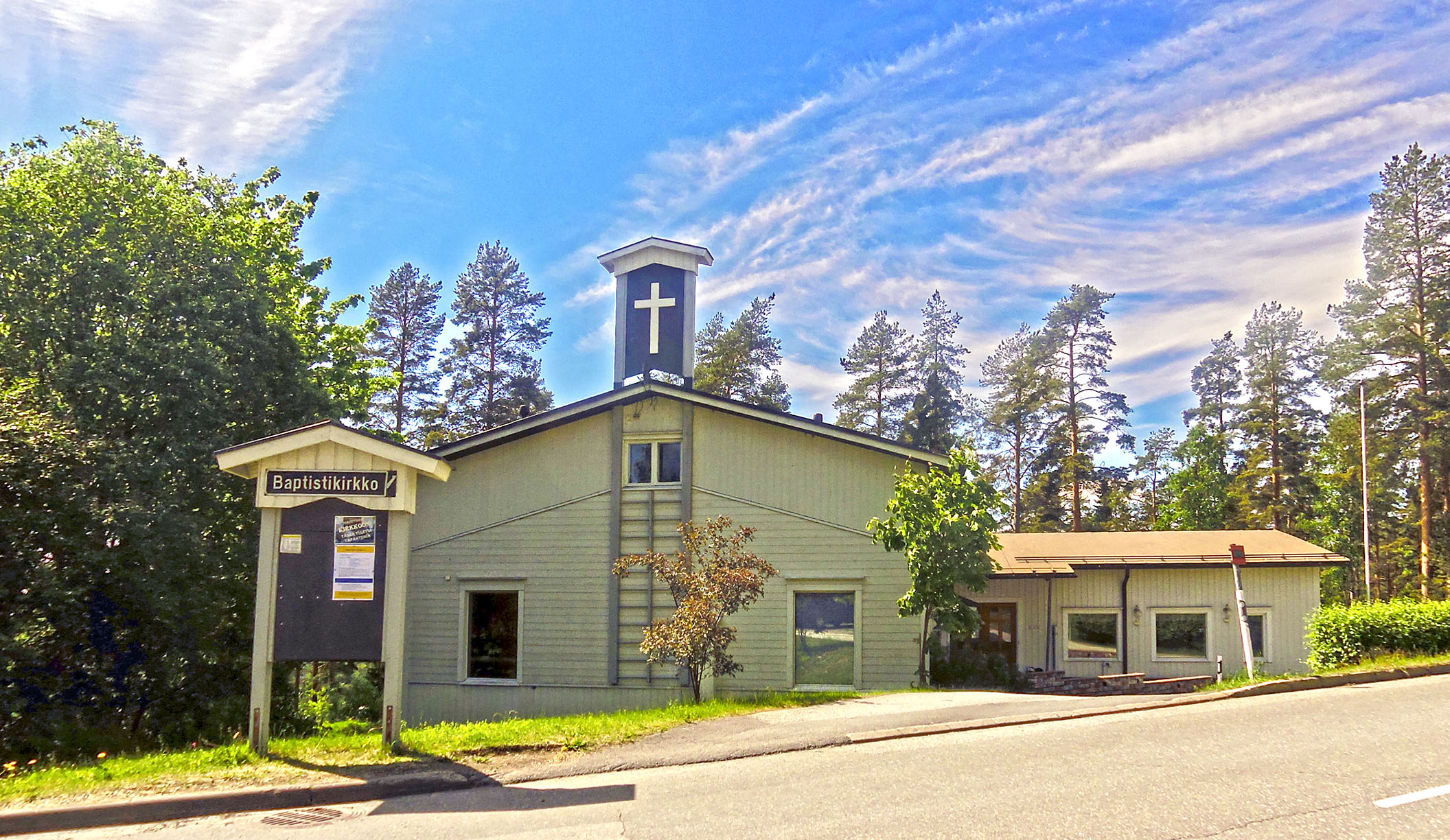